# Wenceslau Borini
Wenceslau Borini (Brusque, 24 de julho de 1906 – Rio do Sul, 13 de março de 1971) foi um político brasileiro.
Filho do imigrante italiano Alexandre Borini e de Luiza Xavier Borini. Casou duas vezes, a primeira com Olinda de Marchi, com quem teve filhos, e a segunda com Veneranda Moser.
Foi eleito prefeito de Rio do Sul, filiado ao Partido Social Democrático (PSD), para o período de 1947 a 1950.
Nas eleições gerais no Brasil em 1958 foi candidato a deputado estadual para a Assembleia Legislativa de Santa Catarina pelo Partido Social Progressista (PSP), recebendo 1.456 votos, ficou na suplência e, convocado, tomou posse na 4ª Legislatura (1959-1963).